# Oriane Bertone
Pour les articles homonymes, voir Bertone.
Oriane Bertone est une grimpeuse franco-italienne, née à Nice le 10 mars 2005. Formée sur l'île de La Réunion, elle réside depuis 2022 à Avon, près de Fontainebleau, et s'entraine avec Nicolas Januel au pôle France à la salle Karma.
Multiple championne (de France, d'Europe et du monde) en compétitions de jeunes, elle remporte aussi plusieurs compétitions nationales et internationales en séniors, et se qualifie pour la finale des jeux olympiques de 2024 à Paris.
Elle est également exceptionnellement précoce en escalade sur rocher, particulièrement en bloc où elle a battu plusieurs records de précocité : elle est notamment la plus jeune grimpeuse à avoir réussi l'ascension d'un bloc 8B+/V14, à l'âge de 12 ans, en réalisant Golden Shadow à Rocklands en Afrique du Sud en 2018.
Son frère cadet, Max Bertone, est également un compétiteur multiple champion chez les jeunes, mais aussi multiple finaliste et médaillé en coupe du monde de difficulté.

## Biographie

### Débuts
Née le 10 mars 2005 à Nice d’un père italien et d’une mère française,, elle a une sœur jumelle, prénommée Margot, avec qui elle commence à grimper, à l’âge de 8 ans, lors d’un séjour en centre aéré sur l’île de La Réunion où elle habite depuis 2009. Elle s’inscrit à « 7 à l’Ouest », un club d’escalade de l’île qui avait déjà accueilli de fortes grimpeuses comme Fanny Gibert (membre de l’équipe de France de bloc) et Manon Hily (membre de l’équipe de France de difficulté).
Elle progresse rapidement en réalisant son premier 7B bloc à l'âge de 8 ans, quelques mois seulement après avoir commencé à grimper. En janvier 2015, à l’âge de 9 ans  et un an et demi après avoir commencé l’escalade, elle gravit The Hatchling (8A/V11) à Rocklands, en Afrique du Sud. Deux ans plus tard, en janvier 2017, elle devient la deuxième plus jeune personne à gravir un 8B/V13 bloc, avec Fragile Steps à Rocklands. C’est encore sur ce site qu’elle réalise la performance de gravir Golden Shadow (alors coté 8B+/V14) à l’âge de 12 ans, un record de précocité auparavant détenu par Ashima Shiraishi, qui l'avait réalisé à l’âge de 13 ans.
En décembre 2018, à la Réunion, elle réalise la première ascension de la version directe du Spartiate Assis, bloc situé dans le secteur de la Ravine du Trou et estimé par de nombreux grimpeurs s'y étant essayés à 8B/V13.

### Ascensions notables
À la fin de l’année 2018, à l'âge de 13 ans, Oriane Bertone est créditée de 27 ascensions en 8A/V11 ; 9 ascensions en 8A+/V12 ; 6 ascensions en 8B/V13 et une ascension à 8B+/V14 sur différents sites tels que La Réunion, Fontainebleau, Rocklands, Targasonne. Quelques-unes de ces ascensions remarquables ont été réalisées à Fontainebleau (Big Golden assis 8A/V11 ; Sale gosse assis, 8A/V11 ; Iceberg par le haut, 8A/V11 ; La Cicatrice de l’Ohm 8A+/V12 ; Atomic Playboy, 8A+/V12; Frisson, 8A+/V12 et la deuxième féminine de Trafic V13/8B). Elle expédie son premier 8a+ flash (« Death camp… ») à Wow Prow, dans le Free State en Afrique du Sud à l’âge de 12 ans. L’année suivante elle flashe aussi « La ballade d’abdallah » (8a+/b) à Saint Léger du Ventoux et réalise très rapidement de nombreux 8b/8b+ au cours du même séjour. Revenant sur son île elle confirme ses progrès en falaise en réalisant « Epilepsie » (8c qu’elle décote à 8b+) à La Grande Ravine, ainsi que « Pari » (8c qu’elle décote à 8b+) à Ouaki Historique. À partir de Pari, elle libère « Chykungunya » (8c+, qu’elle propose à 8c mais qui sera confirmé par d'autres grimpeurs à 8c+). Durant les vacances de Noël 2018, elle enchaîne très rapidement un grand nombre d'ascensions dans le huitième degré : 2 8B, 5 8A+ et 5 8A en Afrique du Sud, que la revue Grimper reprend partiellement.
L'année suivante, toujours à Rocklands, elle établit un nouveau standard en réalisant, entre autres, 4 blocs cotés 8B (Leopard cave Ext.; Hipster Whale; Agamemnon; Ray of Light) et un 8A+ flash (Tail of a caracal). En 2020, la réouverture de la forêt de Fontainebleau en mai, elle parvient à réaliser une quinzaine d'ascensions notables. Elle enregistre 6 blocs en 8A, 5 en 8A+, 1 8B, 1 8B+ et, surtout, elle réalise la première ascension (après la rupture d'une prise clé) du classique "Satan I Helvete bas" (8B+). Elle confirmera ce niveau à Fontainebleau en janvier 2021 avec "Super Tanker" (8B+ ouvert par le surdoué Antoine Vandeputte), réalisé en trois sessions de travail. Pour la falaise, elle cochera son deuxième 8c+ à Saint-Léger-du-Ventoux avec la première ascension de "Panonoramix et les cyclopes" en faisant la connexion entre Panonoramix (8c) ouvert par Antoine Maire et le crux final du Mur des Cyclopes (8b/+). Avec le début des compétitions internationales en senior, elle ne parvient plus à grimper aussi régulièrement en site naturel. Malgré cela elle parvient encore à réaliser quelques ascensions remarquables comme "Le lézard à pompe extension" 8b+ flash dans le briançonnais, la première ascension de "Arrow" (8A+) à La Réunion et les premières ascensions féminines de "Mirage Gravitationnel" (8c) à La Réunion, "Karma" (8A+) à Fontainebleau et "Armed Response" (8A+/B) à Rocklands.

### Compétition
Oriane Bertone s'illustre en compétition dès l'âge de 11 ans en remportant le Tournoi National Poussines (TNPB) en 2016, tournoi qu'elle remporte à nouveau l'année suivante en 2017 dans la catégorie benjamines. En 2018, à l'issue du changement de dénomination du TNPB elle devient la première championne de France benjamine, en remportant les épreuves de bloc et de difficulté . Elle devance lors de ce championnat sa propre sœur jumelle Margot, avec qui elle s’entraîne et partage les projets, les voyages et les compétitions depuis l'âge de 8 ans.
L'année suivante, passée en catégorie minime, elle devient championne de France de bloc à Mâcon en sortant les huit blocs des qualifications et les trois blocs de finale au premier essai.
Elle intègre l'équipe de France de bloc pour la saison internationale 2019 et remporte dès ses premiers rendez-vous internationaux la Coupe d'Europe de bloc à Soure (Portugal) et à Graz (Autriche). Au mois de juin 2019 elle remporte aussi le Championnat de France de difficulté à Marseille en catégorie minime, intègre l'équipe de France de difficulté et remporte dans la foulée la coupe d'Europe d'Ostermundigen (Suisse) et de Saint-Pierre-en-Faucigny (France). Et la même année, fin août 2019, elle est sacrée championne du monde de difficulté ainsi que championne du monde de bloc à Arco. Elle termine cette saison 2019 en remportant le  Championnat d'Europe Jeunes de bloc à Brixen (Italie) fin septembre, et de difficulté à Voronej (Russie), mi-octobre.
L'année 2020 est une année blanche de compétition en raison de la crise sanitaire, à l'exception des championnats de France jeunes à La Baconnière, qu'Oriane remporte à nouveau. En 2021, surclassée en senior à l'âge de 16 ans, elle est sélectionnée en équipe de France de bloc. Elle se distingue lors de sa première participation à une coupe du monde de bloc à Meiringen en y remportant la médaille d'argent. Elle réitère cette performance le mois suivant en remportant une deuxième médaille d'argent à l'occasion de sa deuxième coupe du monde de bloc, à Salt Lake City dans l'Utah (USA) et termine l'année à la troisième place du classement général de la Coupe du monde de bloc. C'est à la fin de cette saison de compétitions qu'elle change d’entraîneur (Nicolas Januel) et intègre le pôle France à Fontainebleau, tout en restant inscrite dans son club d'origine à La Réunion.
En 2022, elle participe à ses premiers championnats de France senior de bloc et remporte la médaille d'argent. Quelques semaines plus tard, elle remporte pour la troisième fois en six participations une médaille d'argent en Coupe du Monde de bloc lors de l'étape de Séoul. Après une deuxième partie de saison plus difficile, elle parvient à se relancer lors des Championnats d'Europe 2022 à Munich où elle décroche la médaille de bronze en bloc.
Elle commence sa saison 2023 en remportant son premier titre de championne de France senior de bloc à Valence et en prenant ses quatrième et cinquième médailles d'argent en coupe du Monde de bloc lors des étapes de Séoul, fin avril, et Salt Lake City, fin mai. À Prague, le 4 juin 2023, elle remporte sa première coupe du monde de bloc, devant la championne olympique Janja Garnbret. En août 2023, aux championnats du monde de bloc, elle devient vice championne du monde de bloc et prend la troisième place du classement mondial en bloc sans avoir disputé les deux dernières étapes de coupe du monde de la saison. Elle ne parvient cependant pas à obtenir le podium dans l'épreuve de combiné (bloc/difficulté), synonyme de qualification pour les Jeux olympiques de Paris 2024, terminant 6e de la finale du combiné. Néanmoins, elle obtient fin octobre sa qualification pour les JO de Paris, en gagnant le tournoi de qualification européen d'escalade en combiné bloc et difficulté disputé à Laval.
L'année 2024 est une année particulière, totalement tournée vers l'objectif principal des Jeux olympiques de Paris en août. Après une période d'intersaison dédiée à la récupération sur son île de La Réunion, Oriane reprend la compétition et obtient un deuxième titre de championne de France senior de bloc à Valence en février. Après avoir fait l'impasse sur les premières étapes de coupe du monde, elle commence sa saison à Salt Lake City où elle remporte sa sixième médaille d'argent sur le circuit de bloc. Le 6 et 8 août de la même année elle se présente aux épreuves de bloc et de difficulté de la demi finale des jeux olympiques au Bourget et parvient à se hisser en finale malgré des limites évidentes apparues en difficulté (seulement 14ème de la voie, alors qu'elle sort 2ème de l'épreuve de bloc). Cette faiblesse se reproduit en finale, couplée à un circuit de bloc moins favorable pour les spécialistes de cette discipline (un bloc n'est sorti par aucune des finalistes). Elle termine à la 8e place et met un terme à sa saison après les Jeux.

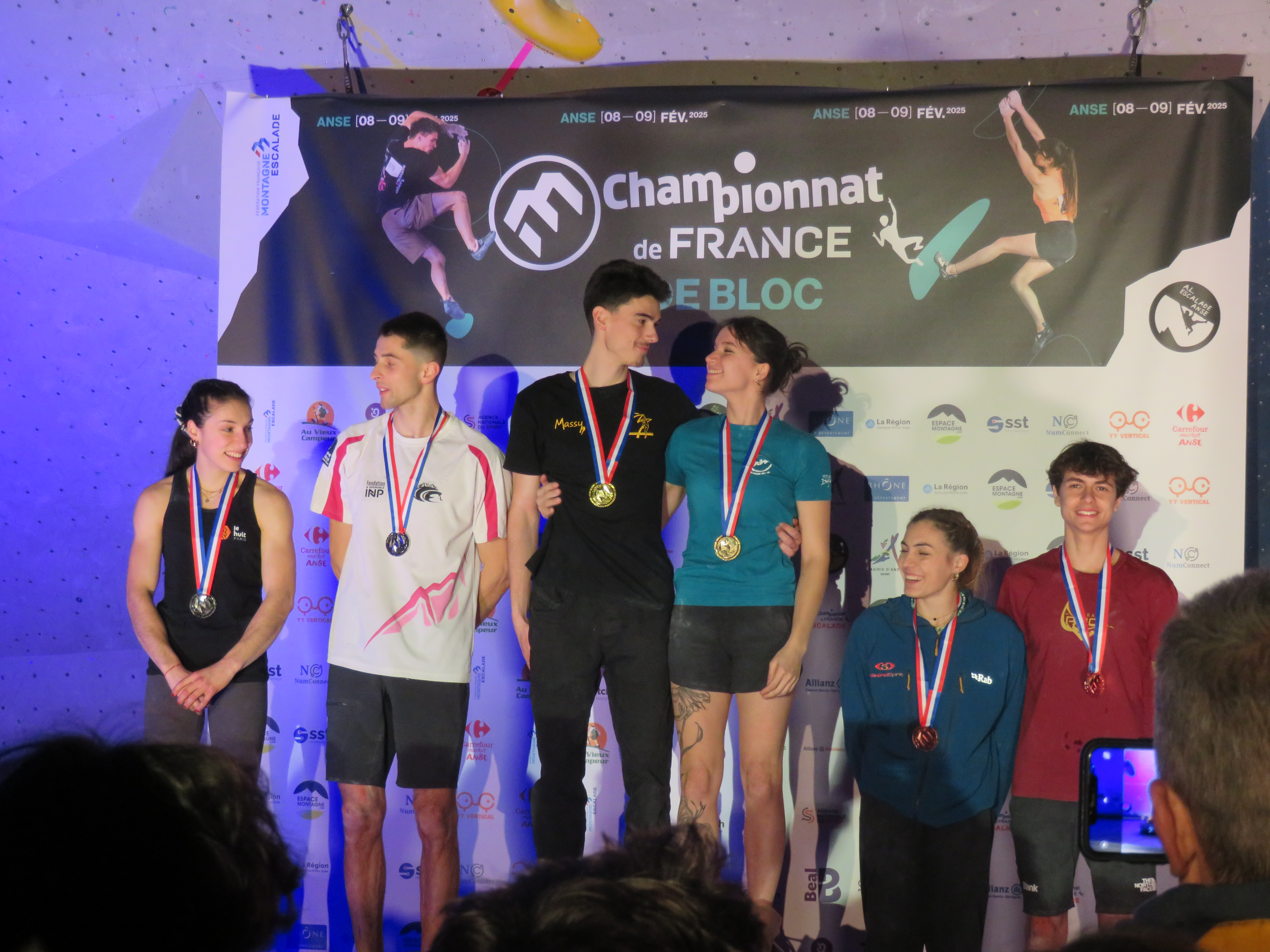
Oriane Bertone sur le podium de la compétition de bloc des championnats de France de 2025, aux côtés de son compagnon Adrien Lemaire et son frère Max.

Après une intersaison compliquée, marquée par un burn out et un arrêt complet de l'escalade pendant plusieurs mois, Oriane retrouve progressivement le goût de sa discipline en revenant au domicile familial à La Réunion. Elle y remet ses chaussons et participe même à la traditionnelle coupe de France de Saint Leu. De retour en région parisienne, elle grimpe pour le plaisir, en renouant avec l'escalade sur rocher en forêt de Fontainebleau. Elle prend la décision, à près d'une semaine de la compétition, de participer aux épreuves de bloc des championnats de France de 2025 à Anse. Elle y remporte finalement son troisième titre de championne de France féminine, en retrouvant sur le podium masculin son compagnon Adrien Lemaire (1er) et son frère Max (3e). Enrôlée dans l'armée de terre au bataillon de Joinville en 2024, Oriane Bertone participe fin mars 2025 à ses premiers jeux mondiaux militaires à Lucerne en Suisse et y remporte son premier titre de championne du monde militaire, accompagnée de Mejdi Schalck chez les hommes. Trois semaines après, l'étape de Keqiao (CHN) en bloc marque l'ouverture de la saison de coupe du monde 2025. Oriane y remporte sa septième médaille d'argent après avoir dominé les qualifications et les demi-finales. Mi mai, elle remporte une huitième médaille d'argent à Curitiba, au Brésil, dans une finale très serrée où l'or se jouait à l'essai près. Après une quatrième place sur l'étape de Salt Lake City, elle ne laisse pas passer la chance de remporter sa deuxième victoire en coupe du monde de bloc. Elle monte en effet, pour la deuxième fois de sa carrière, sur la plus haute marche du podium lors de la coupe du monde de Prague. Lors de la dernière étape de l'année à Innsbruck, se jouait le classement général de la coupe du Monde de bloc; Malgré l'avance solide, la victoire n'était pas acquise pour Oriane Bertone. Au terme d'une finale dominée par Janja Garnbret, elle parvient à prendre la deuxième place de l'étape reine de la saison et à gagner pour la première fois de sa carrière le classement général de la coupe du monde de bloc IFSC 2025.

## Palmarès
| Année | Lieu                             | Compétition                      | Médaille                         |
| ----- | -------------------------------- | -------------------------------- | -------------------------------- |
| 2019  | Soure, Portugal                  | Coupes d'Europe d'escalade       | Médaille d'or en bloc            |
| 2019  | Graz, Autriche                   | Coupes d'Europe d'escalade       | Médaille d'or en bloc            |
| 2019  | Ostermundigen, Suisse            | Coupes d'Europe d'escalade       | Médaille d'or en difficulté      |
| 2019  | Saint-Pierre-en-Faucigny, France | Coupes d'Europe d'escalade       | Médaille d'or en difficulté      |
| 2019  | Imst, Autriche                   | Coupes d'Europe d'escalade       | Médaille d'argent en difficulté  |
| 2019  | Arco (Italie), Italie            | Championnats du Monde d'escalade | Médaille d'or en difficulté      |
| 2019  | Arco (Italie), Italie            | Championnats du Monde d'escalade | Médaille d'or en bloc            |
| 2019  | Bressanone, Italie               | Championnats d'Europe d'escalade | Médaille d'or en bloc            |
| 2019  | Voronej, Russie                  | Championnats d'Europe d'escalade | Médaille d'or en difficulté      |
| 2020  | Augsbourg, Allemagne             | Coupe d'Europe d'escalade        | Médaille de bronze en difficulté |

| Année | Lieu                       | Compétition                                 | Médaille                   |
| ----- | -------------------------- | ------------------------------------------- | -------------------------- |
| 2021  | Meiringen, Suisse          | Etapes de Coupe du Monde d'escalade         | Médaille d'argent en bloc  |
| 2021  | Salt Lake City, États-Unis | Etapes de Coupe du Monde d'escalade         | Médaille d'argent en bloc  |
| 2021  |                            | Classement général WC IFSC                  | Médaille de bronze en bloc |
| 2022  | Séoul, Corée du Sud        | Etape de Coupe du monde d'escalade          | Médaille d'argent en bloc  |
| 2022  | Munich, Allemagne          | Championnats d'Europe d'escalade            | Médaille de bronze en bloc |
| 2023  | Séoul, Corée du Sud        | Etape de Coupe du monde d'escalade          | Médaille d'argent en bloc  |
| 2023  | Salt Lake City, États-Unis | Etape de Coupe du monde d'escalade          | Médaille d'argent en bloc  |
| 2023  | Prague, République tchèque | Etape de Coupe du monde d'escalade          | Médaille d'or en bloc      |
| 2023  | Berne, Suisse              | Championnats du monde d'escalade            | Médaille d'argent en bloc  |
| 2023  | Laval, France              | Tournoi européen de qualification olympique | Médaille d'or en combiné   |
| 2024  | Salt Lake City, États-Unis | Etape de Coupe du monde d'escalade          | Médaille d'argent en bloc  |
| 2025  | Keqiao 🇨🇳 Chine            | Etape de Coupe du monde d'escalade          | Médaille d'argent en bloc  |
| 2025  | Curitiba 🇧🇷 Brésil         | Etape de Coupe du monde d'escalade          | Médaille d'argent en bloc  |
| 2025  | Prague, République tchèque | Etape de Coupe du monde d'escalade          | Médaille d'or en bloc      |
| 2025  | Innsbruck, Autriche        | Etape de Coupe du monde d'escalade          | Médaille d'argent en bloc  |
| 2025  |                            | Classement général WC IFSC                  | Médaille d'or en bloc      |

| Année | Lieu                      | Compétition                       | Médaille                    |
| ----- | ------------------------- | --------------------------------- | --------------------------- |
| 2019  | Charnay-lès-Mâcon, France | Championnat de France d'escalade  | Médaille d'or en bloc       |
| 2019  | Marseille, France         | Championnats de France d'escalade | Médaille d'or en difficulté |
| 2020  | La Baconnière, France     | Championnats de France d'escalade | Médaille d'or en bloc       |

| Année | Lieu                 | Compétition                       | Médaille                  |
| ----- | -------------------- | --------------------------------- | ------------------------- |
| 2022  | Plougoumelen, France | Championnats de France d'escalade | Médaille d'argent en bloc |
| 2023  | Valence, France      | Championnats de France d'escalade | Médaille d'or en bloc     |
| 2024  | Valence, France      | Championnats de France d'escalade | Médaille d'or en bloc     |
| 2025  | Anse (Rhône), France | Championnats de France d'escalade | Médaille d'or en bloc     |